# Calicut International Airport
Calicut International Airport (marathi: कालिकत आंतरराष्ट्रीय विमानतळ, malayalam: കോഴിക്കോട് അന്താരാഷ്ട്രവിമാനത്താവളം, hindi: कालीकट अंतर्राष्ट्रीय विमानक्षेत्र, tamil: கோழிக்கோடு பன்னாட்டு வானூர்தி நிலையம், engelska: Karipur Airport, franska: Aéroport international Calicut) är en flygplats i Indien.   Den ligger i distriktet Malappuram och delstaten Kerala, i den södra delen av landet, 2 000 km söder om huvudstaden New Delhi. Calicut International Airport ligger 101 meter över havet.
Terrängen runt Calicut International Airport är huvudsakligen platt, men åt sydost är den kuperad. Runt Calicut International Airport är det mycket tätbefolkat, med 1 095 invånare per kvadratkilometer. Närmaste större samhälle är Kondotty, 1,3 km nordost om Calicut International Airport. I omgivningarna runt Calicut International Airport växer huvudsakligen savannskog.